# ТЕМ2
„ТЕМ2“ (на руски: Тепловоз, Маневровый с Электрической передаче (ТЭМ2)) е съветски модел дизелови локомотиви на руския Брянски машиностроителен завод, произвеждан известно време (1969-1979) и от Ворошиловградския топловозостроителен завод в Луганск (тогава Ворошиловград), Украинска ССР.

## История
Представлява усилен вариант на по-стария модел „ТЕМ1“, разработен през 1959 г. Първите 2 машини са произведени през следващата 1960 година. От 1967 г. започва серийното производство на локомотива, като до 1975 г. броят им достига 2160 броя в Брянск и още 1000 броя във Ворошиловград.
Това е най-разпространеният маневрен локомотив на територията на бившия СССР. Предназначен е основно за маневри в предприятия от тежката промишленост. Запасите му от гориво, масло, вода, пясък осигуряват работата му продължително време (до 10 денонощия) без екипировка. Локомотивът се вписва с лекота в криви с радиус до 80 метра и може да работи с до 2 секции по системата „много единици“. Максималната му скорост е 100 km/h, а мощността – 883 kW.
Локомотивите се произвеждат до 2000 година, като общият брой на произведените машини е 6224.
Освен в страните от бившия Съветски съюз, локомотивът е изнасян в Монголия, Полша, Куба, България и други страни.

## Mодификации

### ТЕМ2А
Локомотивът е пригоден както за междурелсие 1520 mm, така и за 1435 mm. Индексът „А“ остава и при производството на версия ТЕМ2У.

### ТЕМ2М
Първият локомотив от версията (TEM2M-001) с двигател 6Д49 е построен през 1974 г. От 1983 г. TEM2M е с кош, подобен на ТЕМ2У (номер 069). Произведени са общо 286 броя от тази серия, доставени са само за промишлени предприятия.

### ТЕМ2Т
Версия, предназначена за работа в тропически условия.

### ТЕМ2У
В края на 1978 г. от завода в Брянск излиза първата машина (с номер 001), който се различава от базовия ТЕМ2 по формата на капаците и кабина и много други нововъведения (нов контролен панел, шумозаглушител, подобрена топлоизолация и др.). Подобрени са дизеловия двигател, конструкцията на генератора, пружинното окачване, електрическото отопление на водата в охладителната система и други. Сцепната маса е увеличена на 123,6 t. Локомотивите са адаптирани както за габаритите на 1524 mm, така и за 1435 мм. От 1984 г. фабриката започва серийното производство на тази модификация (с номер от 8002).

### ТЕМ2УС
През 1976 г., експериментално са монтирани на локомотив ТЕМ2-1983 електромагнити върху шасито чрез които да увеличи сцеплението на колелата. Магнитния поток протича през колелата към релсите, създавайки теглителна сила. През 1978 г. първият локомотив ТЕМ2УС-0001 излиза от завода в Брянск. Локомотивът е тестван във Военно-изследователския институт, но не е взето решение за серийното му производство.

### ТЕМ2Т
През 1985 г. са произведени 2 броя локомотиви, оборудвани с електрически спирачки. Те са предназначени за пробна експлоатация в депото в Брянск. Максималната мощност на спирачните резистори при естествена вентилация и със скорост на локомотива 40 km/h е 1100-1200 kW.

### ТЕМ2УМ
През 1988 г. заводът в Брянск, освен локомотива ТЕМ2У, започва да произвежда и модела ТЕМ2УМ с дизелови генератори 1ПД-4А. Първият локомотив от серията е оборудван с дизелов двигател 1ПДГ-4 и генератор с повишена мощност от 1400 к.с. вместо 1200 к.с. Построени са и 5 локомотива от серията ТЕМ2УМ с електродинамични спирачки, които са с индекс ТЕМ2УМТ. Общо от 1988 до 2000 г. са произведени 1084 броя от тази серия. Експлоатирани са както от промишлени предприятия, така и от държавните железници на Русия.

### ТЕМ2Е
Модификация за износ.

## В България
Локомотивът е внасян в България само за нуждите на предприятия от тежката промишленост.
| Номер     | Година | Собственик              | Бележка |
| --------- | ------ | ----------------------- | --- |
| ТЕМ2-015  | 1990   | МК „Кремиковци“         | През декември 2018 г. продаден на ORION Kolej - Полша |
| ТЕМ2-016  | 1990   | МК „Кремиковци“         | Продаден на „Евроинженеринг“ ООД Стара Загора |
| ТЕМ2-017  | 1990   | МК „Кремиковци“         | През декември 2018 г. продаден в Полша; № 92 51 3 620 139-7 PL-KLTAR                                                                                            |
| ТЕМ2-018  | 1990   | МК „Кремиковци“         | През декември 2018 г. продаден на EUROTRANS Sp. z.o.o., Małaszewicze - Полша; № 92 51 3 620 612-3 PL-ETR, после на DB Schenker Rail Polska, № 92 51 8 620 720-7 |
| ТЕМ2-019  | 1990   | „Стомана“ - Перник      | |
| ТЕМ2-021  | 1990   | „Стомана“ - Перник      | |
| ТЕМ2-023  | 1990   | „Стомана“ - Перник      | |
| ТЕМ2-024  | 1990   | МК „Кремиковци“         | |
| ТЕМ2-025  | 1990   | МК „Кремиковци“         | През декември 2018 г. продаден на DB Schenker Rail Polska, № 92 51 3 620 455-7                                                                                  |
| ТЕМ2-026  | 1990   | „Промет стийл“ - Дебелт | |
| ТЕМ2-027  | 1990   | „Промет стийл“ - Дебелт | |
| ТЕМ2-028  | 1990   | „КЦМ“ - Пловдив?        | |
| ТЕМ2-029  | 1990   | „КЦМ“ - Пловдив         | |
| ТЕМ2-030  | 1990   | МК „Кремиковци“         | През декември 2018 г. продаден в Полша, № 92 51 3 620 431-1 |
| ТЕМ2-031  | 1990   | МК „Кремиковци“         | През декември 2018 г. продаден на ORION Kolej - Полша |
| ТЕМ2-032  | 1990   | МК „Кремиковци“         | Продаден на „Евроинженеринг“ ООД Стара Загора, с № 98 52 0057 032 - 5 BG-EURO                                                                                   |
| ТЕМ2-034  | 1990   | МК „Кремиковци“         | Продаден на „Евроинженеринг“ ООД Стара Загора, с № 98 52 0057 034 - 1 BG-EURO                                                                                   |
| ТЕМ2-035  | 1990   | МК „Кремиковци“         | Продаден в Полша; № 92 51 3630 057-9 PL-ZPNT |
| ТЕМ2-036  | 1990   | „КЦМ“ - Пловдив         | |
| ТЕМ2-039  | 1990   | МК „Кремиковци“         | През декември 2018 г. продаден на ORION Kolej - Полша, с № 92 51 3 620 377 - 3 PL-PMTLU                                                                         |
| ТЕМ2-040  | 1990   | МК „Кремиковци“         | През декември 2018 г. продаден на EUROTRANS Sp. z.o.o., Małaszewicze - Полша; № 92 51 3 620 639-6 PL-ETR                                                        |
| ТЕМ2-041  | 1990   | МК „Кремиковци“         | Бракуван 2012 г. |
| ТЕМ2-042  | 1990   | МК „Кремиковци“         | През декември 2018 г. продаден на ORION Kolej Krzysztof Warchoł, Nowy Sącz - Полша; № 92 51 3 620 609-9 PL-ORION                                                |
| ТЕМ2-043  | 1990   | „Стомана“ - Перник      | Продаден в Полша; № 92 51 3 621 120-9 |
| ТЕМ2-044  | 1990   | МК „Кремиковци“         | През декември 2018 г. продаден на ORION Kolej Krzysztof Warchoł, Nowy Sącz - Полша; № 92 51 3 620 610-7 PL-ORION                                                |
| ТЕМ2-1206 | 1990   | „Стомана“ - Перник      | |
| ТЕМ2-1207 | 1990   | „Стомана“ - Перник      | |

## Галерия
- TEM2-218 в Полша
- TEM2-6023
- TEM2УМ-179 на космодрума Байконур
- TEM2 в Литва
- TEM2-1618 в Русия
- TEM2-5135 в Томск
- TEM2-6487 в Естония

## Източник
- Описание на локомотива